# Торос (озеро, Суккозерское сельское поселение, западное)
Торос — озеро на территории Суккозерского сельского поселения Муезерского района Республики Карелия.

## Общие сведения
Площадь озера — 2,4 км², площадь бассейна — 390 км². Располагается на высоте 165,6 метров над уровнем моря.
Форма озера продолговатая, вытянутая с северо-запада на юго-восток. Берега каменисто-песчаные, местами болотистые.
С севера и юго-востока в озеро впадают безымянные ручьи. С востока впадает также безымянный ручей, берущий начало из озёр Мандулампи. С запада впадает ручей Тедроя, берущий начало из двух безымянных болотных ламбин.
В юго восточную оконечность впадает река Суккозерка и рядом, также из юго-восточной оконечности, вытекает река Торосозерка.
Населённые пункты близ озера отсутствуют. Ближайший — посёлок Суккозеро — расположен в 9 км к северо-востоку от озера. В пяти километрах на восток расположена железнодорожная станция Руголамби.
Код водного объекта в государственном водном реестре — 01040100211102000017708.